# Medalla Caldecott

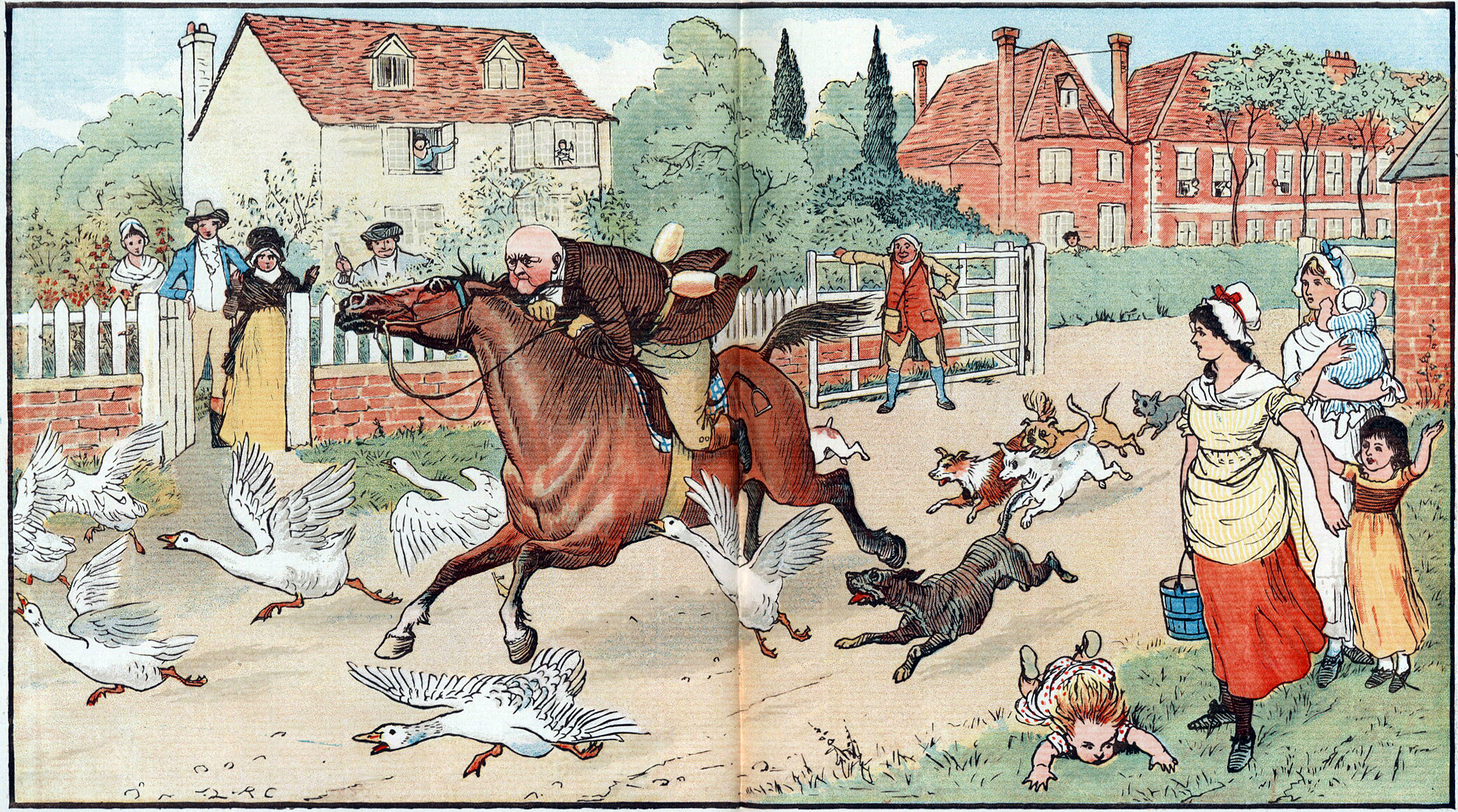
Il·lustració de Randolph Caldecott (1878) a The Diverting History of John Gilpin, base de l'anvers de la medalla.

La medalla Caldecott (en anglès: Caldecott Medal), és un premi literari atorgat anualment per l'Association for Library Service to Children a l'artista més insigne de llibre infantil americà publicat enguany. Juntament amb la medalla Newbery per a autors, és el premi més prestigiós per a llibres infantils americans. Fou nomenat en honor de l'il·lustrador anglès del segle xix Randolph Caldecott.
Els llibres que, segons el jurat, mereixen ser citats especialment encara que no rebin la medalla (els finalistes) són anomenats «Honor Books».
L'il·lustrador catalano-americà Marc Simont el rebé el 1957 per les seves il·lustracions de l'obra A Tree Is Nice de Janice May Udry.

## Llibres guanyadors de la Medalla traduïts al català
- 1964 - Where the wild things are (Allà on viuen els monstres), de Maurice Sendak
- 1981 - Fables (Faules), d'Arnold Lobel
- 1986 - The Polar Express (L'Exprés polar), de Chris Van Allsburg
- 1991 - Black and White (Blanc i negre), de David Macaulay
- 2002 - The Three Pigs (Els tres porquets), de David Wiesner
- 2008 - The Invention of Hugo Cabret (La invenció de l'Hugo Cabret), de Brian Selznick
- 2013 - This is not my hat (Aquest barret no és meu), de Jon Klassen

## Honor Bookstraduïts al català
- 1964 - Swimmy (Neda-que-neda) de Leo Lionni
- 1968 - Frederick de Leo Lionni
- 2001 - Olivia de Ian Falconer
- 2015 - Sam & Dave Dig a Hole (En Jan i en Pep fan un forat) de Mac Barnett i Jon Klassen, il·lustrador